# Annona neosalicifolia
Annona neosalicifolia este o specie de plante angiosperme din genul Annona, familia Annonaceae, descrisă de H. Rainer. Conform Catalogue of Life specia Annona neosalicifolia nu are subspecii cunoscute.